# Ninja Turtles: Teenage Years
Pour les articles homonymes, voir Tortues Ninja (homonymie).
Pour plus de détails, voir Fiche technique et Distribution.
Ninja Turtles: Teenage Years ou Les Tortues Ninja : Chaos chez les mutants au Québec (Teenage Mutant Ninja Turtles: Mutant Mayhem) est un film d'animation américain réalisé par Jeff Rowe et Kyler Spears et sorti en 2023. Il s'agit du septième film de la franchise cinématographique inspirée des Tortues Ninja créées par Kevin Eastman et Peter Laird en 1984. Il s'agit du second long métrage animé par ordinateur après TMNT : Les Tortues Ninja (2007).
C'est un succès critique et commercial. L'intrigue se poursuit avec une série dérivée, Tales of the Teenage Mutant Ninja Turtles : Légendes des Tortues Ninja, diffusée en 2024. Une suite a également été annoncée.

## Synopsis
Cynthia Utrom — directrice du Techno Cosmic Research Institute (TCRI) — envoie un escadron pour traquer le scientifique déluré Baxter Stockman. Ce dernier vit reclus et a créé un mutagène pour former sa propre famille d'animaux mutants, en commençant par une mouche domestique. Stockman est interrompu par la force de frappe d'Utrom et tué dans l'explosion qui en résulte, tandis que le mutagène tombe dans les égouts de New York.
Quinze ans plus tard, les frères tortues Michelangelo, Leonardo, Raphael et Donatello ont été élevés par leur père adoptif, le rat Splinter. Ils ont tous été transformés en mutants humanoïdes par le « fluide », le mutagène de Stockman. Être jadis chassé par les Humains a conduit Splinter à se méfier de l'Humanité et à former ses fils à l'art du ninjutsu. Très méfiant, il leur ordonne de ne quitter les égouts que pour faire des courses. Désormais adolescents, les quatre frères aspirent à vivre comme des lycéens de leur âge à part entière, au grand désarroi de Splinter.
Lors d'une course de ravitaillement, les tortues battent un gang de criminels pour récupérer un cyclomoteur volé appartenant à une adolescente nommée April O'Neil. Cette dernière est au lycée et se présente comme une journaliste en herbe. Elle lutte pour surmonter un incident viral embarrassant de vomissements devant la caméra, a enquêté sur une série de vols de la technologie TCRI par un criminel connu sous le nom de "Superfly". Après lui avoir raconté leur histoire, les tortues prévoient d'arrêter Superfly et, grâce à un reportage d'April, pensent qu'ils pourront devenir des héros. Ils interceptent une technologie volée et rencontrent Superfly sous le pont de Brooklyn. Ils découvrent qu'il n'est pas seulement un mutant lui-même, mais le chef d'un gang de mutants. Ravis de rencontrer d'autres mutants, les tortues se lient dans un premier temps à Superfly et à son groupe. Superfly explique qu'ils ont eux aussi été créées par Stockman, échappant au TCRI et vivant sur un navire abandonné à Staten Island. Superfly a volé la technologie du TCRI pour créer une arme capable de transformer toute la faune de la planète en mutants pour qu'ils deviennent la nouvelle espèce dominante et asservissent l'Humanité.
Les tortues tentent d'intervenir, mais le gang s'échappe avec le matériel, tandis qu'un traqueur permet au TCRI de capturer les tortues. Au siège du TCRI, les tortues sont torturées pour récupérer leur mutagène. Alerté par April, Splinter parvient à les sauver. Dans le repaire du gang de Superfly, Splinter et les tortues parviennent à  convaincre les autres mutants que le plan de domination ne les rendra pas meilleurs. Ils décident alors de tous de se rallier à leur cause et combattre Superfly, détruisant sa machine. Cependant, Superfly combine avec d'autres animaux sauvages à proximité et devient un gigantesque monstre. Il attaque la ville de New York. Les tortues et les nouveaux alliés mutants tentent de l'arrêter mais les habitants pensent qu'ils sont responsables des dégâts.
April surmonte son anxiété d'apparaître à l'antenne et prend la parole en direct sur Channel 6 dans une émission d'information. Elle y explique les véritables intentions des mutants. Les citoyens de New York viennent alors à leur aide. Leonardo trouve enfin sa place en tant que leader, utilisant le don de Michelangelo pour l'improvisation, l'intelligence de Donatello et la rage de Raphael pour déposer une cartouche de rétro-mutagène TCRI dans l'évent de Superfly. Cela le transforme à nouveau en une collection d'animaux normaux. Après ce succès, Splinter, les tortues, April et les mutants sont célébrés par la ville. Les mutants se déplacent bientôt dans les égouts avec eux. Splinter et Scumbug tombent amoureux et les tortues s'inscrivent au lycée Eastman où ils retrouvent April. Ils sont tous accueillis comme des héros.

### Scène inter-générique
Les tortues profitent de la vie au lycée : tandis que les tortues et April s'amusent au bal de promo, elles sont sous la surveillance d'Utrom (qui détient le captif Superfly désormais non muté), qui prévoit de reprendre les tortues en faisant appel à l'aide du mystérieux Shredder.

## Fiche technique
Sauf indication contraire, les informations mentionnées dans cette section peuvent être confirmées par la base de données cinématographiques IMDb,  présente dans la section « Liens externes ».
- Titre original : Teenage Mutant Ninja Turtles: Mutant Mayhem
- Titre français : Ninja Turtles : Teenage Years
- Titre québécois : Les Tortues Ninjas: Chaos chez les Mutants
- Titre de travail : Teenage Mutant Ninja Turtles: The Next Chapter
- Réalisation : Jeff Rowe et Kyler Spears
- Scénario : Evan Goldberg, Seth Rogen, Dan Hernandez, Benji Samit et Jeff Rowe, d'après une histoire de Brendan O'Brien, Seth Rogen, Evan Goldberg et Jeff Rowe, d'après les personnages créés par Kevin Eastman et Peter Laird
- Musique : Trent Reznor et Atticus Ross
- Décors : Yashar Kassai
- Animation : Mikros Image et Cinesite (en)
- Production : Evan Goldberg, Seth Rogen et James Weaver
- Sociétés de production : Nickelodeon Animation Studio, Point Grey Pictures, Image Comics, Nickelodeon Movies et Paramount Pictures
- Sociétés de distribution : Paramount Pictures (États-Unis, France)
- Budget : 70 millions de dollars[1]
- Pays de production :  États-Unis
- Langue originale : anglais
- Format : couleur
- Genre : animation, comédie, action, science-fiction, aventures
- Durée : 100 minutes
- Dates de sortie[2] :
  - France : 12 juin 2023 (festival d'Annecy)
  - États-Unis : 2 août 2023
  - France : 9 août 2023

## Distribution

### Voix originales
- Nicolas Cantu : Leonardo
- Micah Abbey : Donatello[3]
- Shamon Brown Jr. : Michelangelo
- Brady Noon : Raphael
- Jackie Chan : Maître Splinter
- Ayo Edebiri : April O'Neil
- Giancarlo Esposito : Baxter Stockman
- Rose Byrne : Leatherhead
- John Cena : Rocksteady
- Seth Rogen : Bebop
- Hannibal Buress : Genghis Frog
- Ice Cube : Superfly
- Post Malone : Ray Fillet
- Maya Rudolph : Cynthia Utrom
- Paul Rudd : Mondo Gecko
- Natasia Demetriou : Wingnut
- Alex Hirsch : Scumbug
- MrBeast : l'homme tirant sur le visage de Splinter sur Times Square (caméo[4])
- Kevin Eastman : un humain aidant Splinter (caméo[5])

### Voix françaises
- Jean-Stan Du Pac : Leonardo
- Kylian Trouillard : Michelangelo
- Aloïs Agaësse-Mahieu : Donatello
- Arthur Raynal : Raphael
- Gérard Darmon : Maître Splinter[6]
- Jaynelia Coadou : April O'Neil
- Sofiane Zermani : Superfly
- Marc-Antoine Le Bret : Rocksteady
- Monsieur Poulpe : Bebop
- Audrey Lamy : Cynthia Utrom
- Jérôme Niel : Mondo Gecko
- Alison Wheeler : Wingnut
- Frantz Confiac : Baxter Stockman
- Virginie Méry : Leatherhead
- Anne-Claire Coudray : la journaliste
- Laurent Morteau : Bernie la brute
- Benoît Cauden : Ray Fillet

### Voix québécoises
- Matis Ross : Leonardo
- Xiao Yi Hernan : Michelangelo
- Jacob Lemieux : Donatello
- Mathéo Piccinin : Raphael
- Daniel Lesourd : Maître Splinter
- Fanny-Maude Roy : April
- Philippe Racine : Superfly
- Martin Watier : Mondo Gecko
- Frédérik Zacharek : Rocksteady
- Tristan Harvey : Bebop
- Annie Girard : Leatherhead
- Nicholas Savard L’Herbier : Ray Fillet
- Fayolle Jean Jr : Genghis Frog
- Angie Russo : Wingnut
- Bernard Fortin : Baxter Stockman
- Pierre Auger : Spider (le chef des soldats de Cynthia Utrom)
- Gilbert Lachance : le conducteur du faux camion de crème glacée
- Élise Bertrand : la présentatrice de nouvelles

## Production

### Genèse et développement
En juin 2020, il est révélé que Nickelodeon Animation Studio développe un nouveau long métrage animé par ordinateur Tortues Ninja pour Paramount Pictures. Jeff Rowe, coréalisateur de Les Mitchell contre les machines (2021), est annoncé à la réalisation, avec Brendan O'Brien au scénario. Seth Rogen, Evan Goldberg et James Weaver sont annoncés comme producteurs via leur société Point Grey Pictures. Brian Robbins, alors président de Nickelodeon, déclare qu'« ajouter le génie de Seth, Evan et James à l'humour et à l'action qui font déjà partie intégrante de TMNT va en faire une réinvention de niveau supérieur de la propriété. » Jeff Rowe se sent quant à lui très heureux de participer à une franchise dont il est fan depuis l'enfance.
Dans une interview d'août 2020, Seth Rogen déclare sa vision du projet :

« En tant que fan de toujours des Teenage Mutant Ninja Turtles, étrangement, la partie Teenage de Teenage Mutant Ninja Turtles a toujours été la partie qui m'a le plus marqué. Et en tant que personne qui aime les films pour adolescents, qui a fait beaucoup de films pour adolescents et qui a littéralement fait ses débuts dans toute sa profession en écrivant un film pour adolescents, l'idée de se concentrer sur cet élément était vraiment excitante pour nous. Je veux dire, sans négliger le reste, mais en utilisant vraiment cela comme une sorte de point de départ pour le film. »

— Seth Rogen, Collider (août 2020)
En 2021, Seth Rogen révèle une image teaser sur son compte Twitter. Elle montre des notes manuscrites de Leonardo, la date de sortie du film et quelques détails. Plus tard en octobre de cette année, le titre du film est révélé : Teenage Mutant Ninja Turtles: The Next Chapter. Yashar Kassai, designer du film, déclare ensuite en interview que le film reprendra des « éléments familiers [...] pour qu'il soit facilement reconnaissable, mais ensuite vous ajoutez ou améliorez une partie du charme existant de la franchise. »
En février 2022, des dessins concept art sont publiés dévoilant notamment le style des Tortues Ninja. Lors du San Diego Comic-Con de juillet 2022, Kevin Eastman — créateur des Tortues Ninja — exprime son soutien à Seth Rogen et apprécie sa vision du projet qui présente des Tortues Ninja adolescentes. Le 4 août 2022, le titre original devient Teenage Mutant Ninja Turtles: Mutant Mayhem.

### Attribution des rôles
Producteur du film, l'acteur Seth Rogen révèle que, pour la première fois dans la franchise, les Tortues Ninja seront doublées par de véritables adolescents, pour plus d'authenticité. Les noms des comédiens de doublage sont révélés en mars 2023,.

### Animation
Le travail d'animation débute en septembre 2021. Elle est notamment réalisée par Mikros Image et Cinesite (en),. L'animation par ordinateur 3D est annoncée comme proche de celle du long métrage Spider-Man: Across the Spider-Verse, et inspirée par des dessins du réalisateur Jeff Rowe réalisés quand il était adolescent,.

### Musique
Albums de Trent Reznor et Atticus Ross
Empire of Light
(2022) Challengers
(2023)
La musique du film est composée par Trent Reznor et Atticus Ross
| Liste des titres | Liste des titres                        | Liste des titres | Liste des titres | Liste des titres | Liste des titres | Liste des titres | Liste des titres | Liste des titres | Liste des titres |
| No               | Titre                                   | Durée            |                  |                  |                  |                  |                  |                  |                  |
| ---------------- | --------------------------------------- | ---------------- | ---------------- | ---------------- | ---------------- | ---------------- | ---------------- | ---------------- | ---------------- |
| 1.               | The Man in the Basement                 | 3:38             |                  |                  |                  |                  |                  |                  |                  |
| 2.               | New Form of Life Itself                 | 1:12             |                  |                  |                  |                  |                  |                  |                  |
| 3.               | Dipshits on a Roof                      | 0:54             |                  |                  |                  |                  |                  |                  |                  |
| 4.               | Murder the Shreks!                      | 2:03             |                  |                  |                  |                  |                  |                  |                  |
| 5.               | Maybe One Day                           | 0:54             |                  |                  |                  |                  |                  |                  |                  |
| 6.               | Something to Love                       | 2:59             |                  |                  |                  |                  |                  |                  |                  |
| 7.               | What’s the Worst That Could Happen?     | 1:37             |                  |                  |                  |                  |                  |                  |                  |
| 8.               | (The Worst That Could Happen)           | 0:44             |                  |                  |                  |                  |                  |                  |                  |
| 9.               | We Only Need Each Other                 | 1:05             |                  |                  |                  |                  |                  |                  |                  |
| 10.              | Grand Theft Ice Cream Truck             | 2:09             |                  |                  |                  |                  |                  |                  |                  |
| 11.              | Techno Cosmic Research Institute        | 1:26             |                  |                  |                  |                  |                  |                  |                  |
| 12.              | Eye of the Tiger, Raph                  | 0:28             |                  |                  |                  |                  |                  |                  |                  |
| 13.              | I Just Met You and You Almost Killed Me | 0:57             |                  |                  |                  |                  |                  |                  |                  |
| 14.              | Accept Us.                              | 0:10             |                  |                  |                  |                  |                  |                  |                  |
| 15.              | Puke Girl                               | 0:12             |                  |                  |                  |                  |                  |                  |                  |
| 16.              | Megamind, Gru-Type SH*T                 | 1:18             |                  |                  |                  |                  |                  |                  |                  |
| 17.              | Brought a Mutant to a Ninja Fight       | 0:51             |                  |                  |                  |                  |                  |                  |                  |
| 18.              | We’re Very Well Adjusted                | 1:33             |                  |                  |                  |                  |                  |                  |                  |
| 19.              | Goochie Goochie Goo                     | 3:09             |                  |                  |                  |                  |                  |                  |                  |
| 20.              | She’s Gonna Milk Us                     | 3:39             |                  |                  |                  |                  |                  |                  |                  |
| 21.              | Do You Need a Veterinarian?             | 1:59             |                  |                  |                  |                  |                  |                  |                  |
| 22.              | Enter the 37th Chamber                  | 3:15             |                  |                  |                  |                  |                  |                  |                  |
| 23.              | A Zed and Two Noughts                   | 2:12             |                  |                  |                  |                  |                  |                  |                  |
| 24.              | I Don’t Need That Horse                 | 0:58             |                  |                  |                  |                  |                  |                  |                  |
| 25.              | Better Than Mark Ruffalo                | 2:30             |                  |                  |                  |                  |                  |                  |                  |
| 26.              | Thing from My Past                      | 0:47             |                  |                  |                  |                  |                  |                  |                  |
| 27.              | Conveniently Placed Pizza Van           | 1:52             |                  |                  |                  |                  |                  |                  |                  |
| 28.              | Trapped Like a Rat                      | 1:32             |                  |                  |                  |                  |                  |                  |                  |
| 29.              | Attack On a Titan                       | 2:15             |                  |                  |                  |                  |                  |                  |                  |
| 30.              | Happy Ending / Sewer Home               | 2:27             |                  |                  |                  |                  |                  |                  |                  |
| 51:01            |                                         |                  |                  |                  |                  |                  |                  |                  |                  |

#### Autres chansons présentes dans le film
Le film contient de nombreuses chansons non originales :
- Ante Up (Robin Hoodz Theory) de M.O.P.
- Danke Schoen de Wayne Newton
- Eye Know de De La Soul
- Scarface (Push It to the Limit) de Paul Engemann
- The Karate Rap de David Seeger & Holly W. Seeger
- Love Is An Illusion de Ronnie Walker
- Ninja Rap de Vanilla Ice
- Riot de Hugh Masekela
- Cavern de Liquid Liquid
- Dance de ESG
- Unwritten de Natasha Bedingfield
- No Diggity de Blackstreet featuring Dr. Dre & Queen Pen
- Wake Up in the Sky de Gucci Mane, Bruno Mars and Kodak Black
- Shimmy Shimmy Ya de Ol' Dirty Bastard
- What's Up? de 4 Non Blondes
- Butter de BTS
- Mr. Lonely de Bobby Vinton
- Can I Kick It? de A Tribe Called Quest

## Sortie et accueil

### Dates de sortie et distribution
Le film est distribué en salles par Paramount Pictures. La sortie américaine était prévue le 4 août 2023. En août 2022, le titre français est révélé. En avril 2023, il annoncé que le film fera partie de la sélection du festival international du film d'animation d'Annecy 2023, où il sera présenté en avant-première. En mai 2023, il est annoncé que la sortie américaine est avancée de 2 jours au mercredi 2 août 2023, alors que les films sortent habituellement le vendredi sur le sol américain.
La sortie du film est accompagnée d'une collaboration avec Capcom dans le jeu Street Fighter 6 le 8 août 2023 dans du contenu additionnel permettant aux joueurs de jouer les Tortues ninja.

### Critique
Le film reçoit des critiques globalement positives. Sur l’agrégateur de critiques Rotten Tomatoes, il obtient 97% d'avis favorables pour 214 critiques et une note moyenne de 7,6⁄10. Le consensus suivant résume les critiques compilées par le site : « Avec son style visuel unique et une histoire qui capture l'essence de l'attrait de la franchise, Teenage Mutant Ninja Turtles: Mutant Mayhem est un régal animé pour toute la famille ». Sur Metacritic, qui utilise une moyenne pondérée, le film obtient une note de 74⁄100 pour 47 critiques.
Les critiques anglosaxones plébiscitent principalement l'interprétation, le scénario, le style d'animation. Certaines critiques parlent du meilleurs films adaptés des comics originaux. Tom Jorgensen du site IGN le note 8 sur 10 rating et écrit notamment  que le film « respire la confiance, l'énergie et le cœur, et l'aventure animée représente un nouveau sommet pour les Tortues sur grand écran. Un doublage de premier ordre, notamment par Splinter par Jackie Chan et quatre instantanément adorables tortues adolescentes, ainsi qu'une musique tueuse de Reznor et Ross garantissent que Mutant Mayhem ne se débrouille pas uniquement avec son apparence. » Charlotte O'Sullivan d'Evening Standard note le film 4 sur 5 : « Ce dessin animé basé à New York est plein d'entrain, anarchique, ne parle pas de haut en bas aux adolescents, a l'air terriblement pompeux, possède une bande-son impeccablement laconique et nous donne une April O'Neil comme nous ne l'avons jamais vue auparavant. »
Sur le site AlloCiné, qui recense 27 critiques de presse, le film obtient la note moyenne de 3,4⁄5
.

### Box-office
Pour les Etats-Unis et le Canada, les projections estiment que le film réalisera 30 millions de dollars lors de ses 5 premiers jours d'exploitation, pour 3 851 copies. Il réalise finalement 10,2 millions le premier jour,. Il totalise 28 millions pour son premier week-end, pour un total de 43 millions sur les cinq premiers jours. Il termine 4e derrière Barbie, En eaux très troubles et Oppenheimer. Pour les deux week-ends suivants, le film enregistre respectivement 15,7 et 8,4 millions,.
| Pays ou région     | Box-office      | Date d'arrêt du box-office | Nombre de semaines |
| ------------------ | --------------- | -------------------------- | ------------------ |
| États-Unis, Canada | 114 174 954 $   | en cours                   | en cours           |
| France             | 603 146 entrées | en cours                   | -                  |
| Total mondial      | 167 274 954 $   | en cours                   |                    |

## Clins d’œil
Le film regorge de détails et allusions à différentes œuvres :